# Эллис, Рашида
Рашида Эллис (англ. Rashida Ellis; род. 4 июня 1995 года) — американский боксёр. Чемпионка мира 2022 года. Призёр чемпионата мира 2019 года. Бронзовый призёр Панамериканских игр 2019 года.

## Карьера
На Панамериканских играх в Лиме в 2019 году в весовой категории до 60 кг она сумела добраться до полуфинального поединка, в котором уступила будущей победительнице бразильской спортсменке Беатрис Феррейре и завоевала бронзовую медаль турнира.
Предолимпийский чемпионат мира 2019 года, который состоялся в Улан-Удэ в октябре, американская спортсменка завершила полуфинальным поединком, вновь уступив бразильской спортсменке Беатрис Феррейре по раздельному решению судей. В результате на одиннадцатом чемпионате мира по боксу среди женщин она завоевала бронзовую медаль.